# Revolutionary Road (film)
Revolutionary Road är en amerikansk långfilm från 2008.

## Handling
I Connecticut under mitten av 1950-talet lever April och Frank Wheeler, ett ungt framgångsrikt par som bor med sina barn i en förort. Men under den polerade och självsäkra ytan bubblar frustrationen hos dem båda. Övertygade om att de vill ha ut mer av livet än vad deras medelmåttiga grannar önskar, bestämmer paret sig för att flytta till Frankrike, där de hoppas få utlopp för sina mer konstnärliga sidor.

## Om filmen
Revolutionary Road regisserades av Sam Mendes. Justin Haythe har skrivit filmens manus, vilket bygger på romanen Revolutionary Road (från 1961) av Richard Yates. Inspelningen började i juni 2007.
I Revolutionary Road medverkade bland andra Leonardo DiCaprio, Kate Winslet och Kathy Bates (vilka alla medverkade i Titanic).

## Rollista (urval)
- Leonardo DiCaprio - Frank Wheeler
- Kate Winslet - April Wheeler
- Kathy Bates - Mrs. Givings
- Kathryn Hahn - Milly Campbell
- Michael Shannon - John Givings
- Ryan Simpkins - Jennifer Wheeler
- Ty Simpkins - Michael Wheeler
- David Harbour - Shep Campbell, en granne till familjen Wheeler
- Zoe Kazan - Maureen Grube, Frank Wheelers sekreterare